# 소래포구항
소래포구항(蘇來浦口港)은 인천광역시 남동구 논현동과 경기도 시흥시 월곶동에 걸쳐 있는 국가어항이다.

## 어항 연혁
소래포구(蘇來浦口)는 인천광역시 남동구 논현동에 있는 포구이다. 어민들이 10톤 미만의 어선을 이용해 어업에 종사하는 작은 포구 마을이다.
이 지역의 생선은 매일 조업의 결과 그 선도가 높기로 이름이 났으며, 하루의 휴식을 즐길 수 있는 관광포구로 발전하여 서울·인천·수원을 비롯한 주변 도시의 주민들이 많이 찾고 있다.
2017년 4월 7일 대한민국의 국가어항으로 지정되었다.

## 어항구역

### 인천광역시
- 육역 : 18,628m2 (남동구 논현동 111-198 등 9필지)
- 수역 : 49,860m2 (소래포구 수변광장 연접지점(X=533,049 Y=176,659)에서 월곶 방향 300m 나아간 육지점(X=532,842 Y=176,881), 이점에서 항내측 해안을 따라 570m 나아간 육지점(X=533,227 Y=177,296), 이 점에서 정북에서 동측으로 48°방향 340m 나아간 해상점(X=533,455 Y=177,549), 이점에서 정북에서 서측으로 20°방향 345m 나아간 해상점(X=533,778 Y=177,430) 및 이점에서 정서방향에서 남측으로 20°방향 90m 나아간 육지점(X=533,746 Y=177,345)을 순차적으로 연결한 선내의 공유수면)[1]

### 경기도
- 육역 : 4,410m2 (시흥시 월곶동 1048등 4필지)
- 수역 : 257,238m2 (월곶포구로 진입하는 항로의 남측 연접지점(X=531,921 Y=176,175)에서 정북에서 동측으로 38°방향 500m 나아간 육지점(X=532,275 Y=176,448)과 시흥조선 연접지점(X=531,753 Y=177,082)에서 정남에서 서측으로 26°방향 195m 나아간 육지점(X=531,580 Y=176,996)을 순차적으로 연결한 선내의 공유수면)[1]

## 주요 어종
소래포구항의 어종은 새우, 꽃게, 민어, 농어, 홍어, 광어, 낙지 등 다양하다.

## 소래포구 축제
소래포구항에서는 매년 10월 남동구 축제추진위원회 주관으로 풍어제, 소래포구 아줌마 선발대회, 소래포구 뽀빠이 선발대회, 망둥이 낚시대회 등 축제가 열리고 있다.

## 주변관광명소
소래산 , 갯골생태공원